# Diego Moreno
Diego Rafael Moreno (né le 21 juillet 1987 à Higuerote, Miranda, Venezuela) est un lanceur de relève droitier des Yankees de New York de la Ligue majeure de baseball.

## Carrière
Diego Moreno signe son premier contrat professionnel en 2006 avec les Pirates de Pittsburgh et joue comme lanceur de relève pour leurs clubs affiliés en ligues mineures de 2007 à 2011. Avec Exicardo Cayones, un voltigeur des ligues mineures, Moreno est échangé des Pirates aux Yankees de New York le 19 février 2012 en retour du lanceur partant droitier A. J. Burnett. Moreno subit une opération de type Tommy John qui lui fait rater toute la saison de baseball 2012, mais il rejoint un club-école des Yankees en 2013 et gradue en 2014 au niveau Triple-A des mineures.
Diego Moreno fait ses débuts dans le baseball majeur avec les Yankees de New York le 22 juin 2015 face aux Phillies de Philadelphie.